# Pokroje
Pokroje (lit. Pakruojis) – miasto na Litwie, nad Kruoją, w okręgu szawelskim, siedziba rejonu pokrojskiego, 36 km od Szawli.
W mieście jest stacja kolejowa Pokroje.

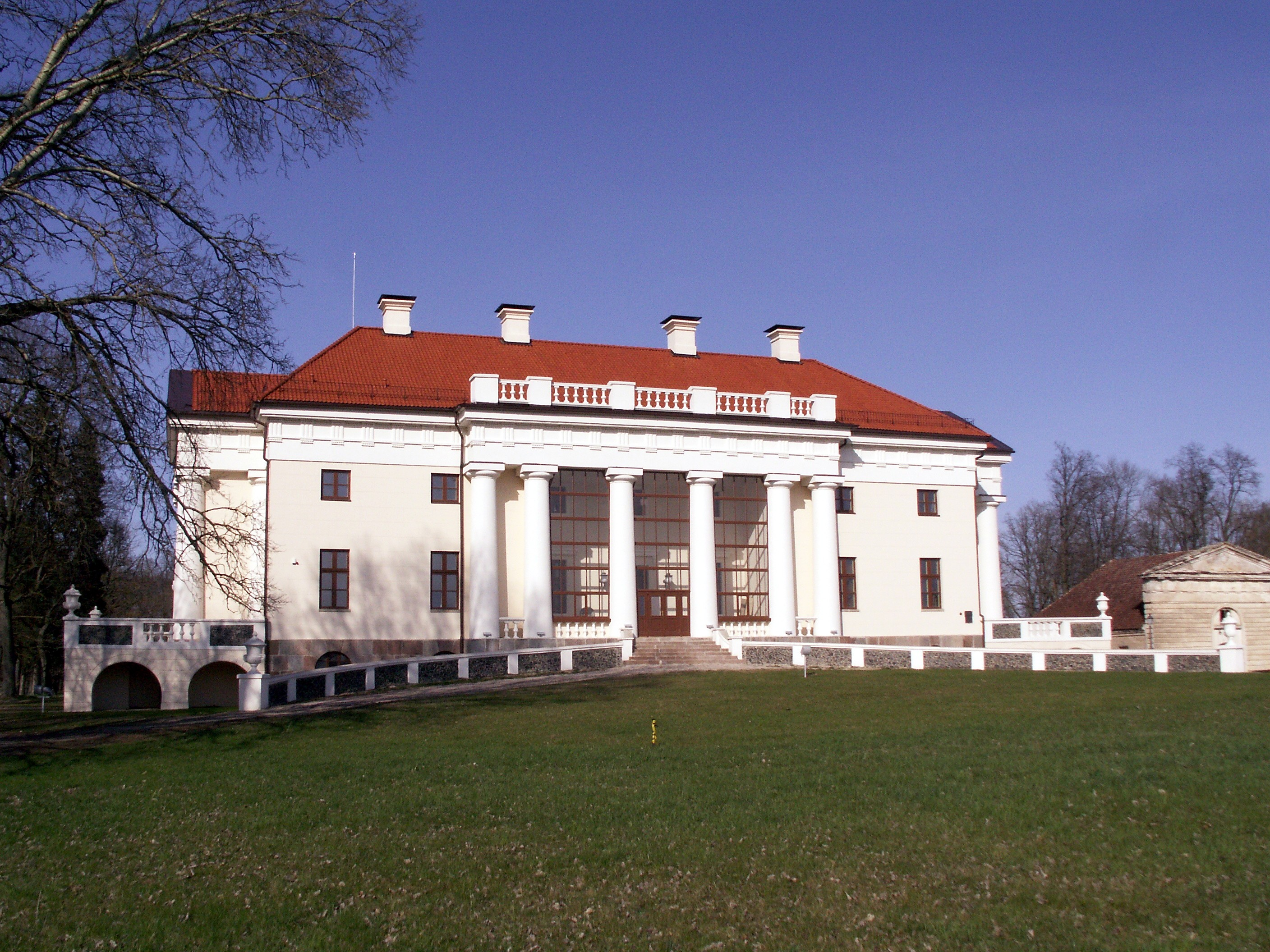
pałac von Roppów

## Historia
Miejscowe dobra w XVI wieku należały do Martynowiczów, później do Siesickich, Zabiełłów, Munsterów.
W końcu XVIII w. właścicielami zostali baronowie von Ropp i w ich rękach były do 1940 r.
Nauczycielem dzieci w I połowie XIX w. był francuski podróżnik, naukowiec Frédéric Dubois de Montpéreux.
Podczas okupacji hitlerowskiej na początku lipca 1941 roku Liwini utworzyli getto dla żydowskich mieszkańców. Przebywało w nim około 400 kobiet, dzieci i osoby starsze (mężczyzn wymordowano wcześniej). 4 sierpnia 1941 zlikwidowano getto, a Żydów wymordowano w lesie Morkakalnis. Sprawcami zbrodni były litewskie służby bezpieczeństwa.

## Zabytki
- Pałac klasycystyczny zbudowany na pocz. XIX w. Po II wojnie światowej była w nim siedziba kołchozu, a później technikum rolnicze. Restaurowany w l. 1973 -75. Obecnie w kilku salach niewielka ekspozycja muzealna, pozostałe pomieszczenia nie są użytkowane.
- Budynki dworskie – największy zespół rezydencjalny na Litwie (ok.48 ha), zachowało się 40 budynków dworskich w jednolitym stylu klasycystycznym. (Oficyny, stajnie, spichrze, chlewy, obora, stodoła, browar, gorzelnia, mleczarnia, karczma, wiatrak, młyn wodny).
- Most pięcioarkadowy z 1819 r. nad rzeką Kruoją.
- Park angielski - pow. ok. 9 ha,  rozciąga się wzdłuż rzeki.
- Synagoga – drewniana z 1801 r.,  jedna z najstarszych zachowanych na Litwie.
- Kościół p.w. św. Jana Chrzciciela z 1887 roku, neoromański, na planie krzyża, dwuwieżowy.